# Adżim
Adżim (arab. أجيم, fr. Ajim) – miasto portowe w południowo-zachodniej części wyspy Dżerba, na zatoce Mała Syrta, u północnych wybrzeży Tunezji. Od kontynentu afrykańskiego, czyli tunezyjskiego lądu oddziela je Kanał Adżim. Po drugiej stronie kanału znajduje się miejscowość Al-Dżurf.
Adżim powstało już w starożytności, jako kolonia fenicka Tipasa. Dziś jest to centrum połowu gąbek. Adżim zamieszkane było głównie przez Berberów, muzułmańskich Ibadytów. Obecnie ludność wymieszała się z Arabami przybyłymi z kontynentu.
Miasto i okolice było wykorzystane w filmie Gwiezdne wojny: część IV – Nowa nadzieja, m.in. kręcono tu sceny na zewnątrz kantyny w Mos Eisley.